# Millville (Utah)
Millville é uma cidade localizada no estado norte-americano de Utah, no Condado de Cache.

## Demografia
Segundo o censo norte-americano de 2000, a sua população era de 1507 habitantes.
Em 2006, foi estimada uma população de 1392, um decréscimo de 115 (-7.6%).

## Geografia
De acordo com o United States Census Bureau tem uma área de
6,1 km², dos quais 6,1 km² cobertos por terra e 0,0 km² cobertos por água.

## Localidades na vizinhança
O diagrama seguinte representa as localidades num raio de 8 km ao redor de Millville.